# Sarmati
Sarmati (perzijsko: سَرمَتی ها, staroiransko: Sarumatah, lokostrelec, grško: Σαρμάται/Sarmatai) so bili narod staroiranskega porekla.  Klasični avtorji omenjajo, da so se Sarmati okrog 5. stoletja pr. n. št. priselili iz Srednje Azije na Ural in se nazadnje ustalili na večjem delu današnje južne Rusije, v Ukrajini in na vzhodnem Balkanu.
Ko so bili Sarmati okrog leta 100 pr. n. št. na višku moči, se je njihovo ozemlje raztezalo od Barentsovega morja ali Baltika (Oceanus Sarmaticus) do pritokov reke Visle, preko Karpatov do izliva reke Donave, od tod pa na vzhod ob severni obali Črnega morja preko Kavkaza do Kaspijskega jezera in nato ob reki Volgi na sever do polarnega kroga.
Apolonij (Argonautica, iii) je imel Sarmate (Sauromatai) za zagrizene sovražnike kolhidskega kralja Aietesa.
Sarmatska država je cvetela do prihoda Hunov v 4. stoletju n. št., ko so se Sarmati delno zlili z njimi, večina pa se je zlila z Vzhodnimi Goti, kar je privedlo do etnogeneze Slovanov. Najbogatejše sarmatske grobove in najpomembnejše arheološke najdbe so odkrili v Krasnodarskem kraju na Kavkazu v današnji Ruski federaciji.